# Limonia perextensa
Limonia perextensa är en tvåvingeart som beskrevs av Alexander 1971. Limonia perextensa ingår i släktet Limonia och familjen småharkrankar.
Artens utbredningsområde är Fiji. Inga underarter finns listade i Catalogue of Life.